# Neutrínó
| A neutrínó adatai               | A neutrínó adatai                                                                       |
| ------------------------------- | --------------------------------------------------------------------------------------- |
| Részecskecsalád                 | fermion                                                                                 |
| Csoport                         | lepton                                                                                  |
| Antirészecske                   | antineutrínó                                                                            |
| Elméleti felfedezés             | 1930                                                                                    |
| Kísérleti kimutatás             | 1956                                                                                    |
| Jele                            | {\displaystyle \nu _{e}\,}, {\displaystyle \nu _{\mu }} és {\displaystyle \nu _{\tau }} |
| Típusai                         | 3 típus: elektron-, müon- és tau-neutrínó                                               |
| Elektromos töltés               | 0                                                                                       |
| Színtöltés                      | 0                                                                                       |
| Hipertöltés                     | −1/2                                                                                    |
| Spin ({\displaystyle \hbar /2}) | 1/2                                                                                     |

A neutrínó a leptonok közé tartozó könnyű elemi részecskék egyik fajtája. A részecskék világában nem jelentős gravitációt kivéve csak gyenge kölcsönhatásban vesz részt, erős kölcsönhatásban nem mutatható ki. Elektromos töltése nincs, semleges (innen a neve is, melynek jelentése olaszul ’semlegeske’), emiatt elektromágneses kölcsönhatásban sem vesz részt. Ez a magyarázata annak, hogy a neutrínó rendkívül közömbös az anyaggal szemben, azaz a kölcsönhatás (ütközési) hatáskeresztmetszete igen kicsi, s egy fényév vastag ólomfalon a neutrínóknak mintegy fele haladna át. Eme tulajdonságuk jelentős mértékben megnehezíti, hogy kísérleti úton észlelni tudjuk őket, mert a kimutatás alapja valamely kölcsönhatás. A kölcsönhatási valószínűség ugyanakkor erősen függ a neutrínó energiájától: ennek következtében az is erőteljesen nő. Amikor a nagy energiájú neutrínó kölcsönhatásba kerül az anyaggal, általában töltött lepton keletkezik, ehhez hasonló folyamat felelős a hadronok gyenge bomlásaiért is. A pozitív pion bomlása során például a pionban lévő kvark–antikvark pár megsemmisül, és ennek során egy müonból és egy müon-antineutrínóból álló pár keletkezik. A különböző típusú neutrínók – és vele a részecskecsaládok – számának megállapítására legjobb módszer a Z-bozon bomlásának vizsgálata. Ez a részecske többféle neutrínóra és azok antineutrínójaira bomlik.

## Tulajdonságai
A neutrínók a fermionok (anyagi részecskék) közé sorolhatóak, spinjük feles ({\displaystyle {\tfrac {1}{2}}\hbar }). Minden vizsgált neutrínó kiralitása balkezes.

### Típusai
| Fermion                 | Jelölés                                 | Tömeg                   |
| 1. generáció (elektron) | 1. generáció (elektron)                 | 1. generáció (elektron) |
| ----------------------- | --------------------------------------- | ----------------------- |
| Elektron-neutrínó       | {\displaystyle \nu _{e}\,}              | < 0,165 eV              |
| Elektron-antineutrínó   | {\displaystyle {\bar {\nu }}_{e}\,}     | < 0,165 eV              |
| 2. generáció (müon)     |                                         |                         |
| Müon-neutrínó           | {\displaystyle \nu _{\mu }\,}           | < 170 keV               |
| Müon-antineutrínó       | {\displaystyle {\bar {\nu }}_{\mu }\,}  | < 170 keV               |
| 3. generáció (tau)      |                                         |                         |
| Tau-neutrínó            | {\displaystyle \nu _{\tau }\,}          | < 18 MeV                |
| Tau-antineutrínó        | {\displaystyle {\bar {\nu }}_{\tau }\,} | < 18 MeV                |

A neutrínóknak 3 típusa van: elektron-neutrínó ({\displaystyle \nu _{e}}), müon-neutrínó ({\displaystyle \nu _{\mu }}) és tau-neutrínó ({\displaystyle \nu _{\tau }}). Nevük onnan ered, hogy a standard modell szerint mindegyik kapcsolatba hozható egy másik – negatív töltéssel rendelkező – leptonnal: az elektronnal, a müonnal, ill. a tau-részecskével. A neutrínó típusainak száma, a legújabb mérések szerint, a W- és Z-bozon bomlásából állapítható meg. A CERN-beli nagyenergiájú elektron-pozitron ütközésekben kimutatták, hogy a keletkező Zo-bozon nyugalmi energiájának lehetséges értéktartománya háromfajta neutrínó-antineutrínóra történő
{\displaystyle \mathrm {Z} ^{o}\rightarrow \mathrm {\nu } _{e}+{\bar {\nu }}_{e}}
{\displaystyle \mathrm {Z} ^{o}\rightarrow \mathrm {\nu } _{\tau }+{\bar {\nu }}_{\tau }}
{\displaystyle \mathrm {Z} ^{o}\rightarrow \mathrm {\nu } _{\mu }+{\bar {\nu }}_{\mu }}
bomlást enged meg. Negyedik fajta neutrínó tehát nem létezik.

### Tömeg
A leptonbomlási folyamatok spektrumának alakjából – az energia- és lendülethiányból – következtethetünk a neutrínók tömegére, amelyekre a következő értékek adódnak m({\displaystyle \nu _{\tau }\,}) < 3,2 MeV, m({\displaystyle {\nu }_{\mu }\,}) < 190 keV, m({\displaystyle \nu _{e}\,}) < 0,8 eV. A későbbi kutatások során kiderült, hogy a direkt tömegméréseknél jobb eredményeket lehet kapni a neutrínóoszcillációs kísérletekkel. A neutrínók tömegére elméleti úton is következtethetünk, a kozmológiai standard modell ugyanis felső határt szab annak.
2010. júniusi számítások szerint, amelyek a galaxisok csoportosulását vették alapul, a neutrínó tömege 0,28 elektronvoltra – egy hidrogénatom egymilliárdod részére – adódik.
A Planck műhold 2018-as adatai alapján a tömeg 165 meV alatti.

## Története, kronológia
A neutrínó létezését először Wolfgang Pauli tételezte fel 1930 végén, hogy a béta-bomlás folytonos energiaspektrumát megmagyarázza. A gondolat először híressé vált, 1930. december 4-én kelt levelében jelent meg. A neutrínók nélkül nem teljesült volna az energia- és perdület-megmaradás törvénye.
- 1946-ban Bruno Pontecorvo javasolta, hogy a Nap-neutrínókat klórtartalmú anyag (perklór-etilén, C2Cl4) segítségével detektálják.

- 1953-ban Jakov Zeldovics, Emil Konopinski és Marx György egymástól függetlenül felismerik a leptontöltés megmaradási törvényét.[9]

- 1954-ben Szalay Sándor és Csikai Gyula kimutatták közvetett módon a neutrínó létezését. A gyorsan bomló hélium-6 izotóp bomlásakor sikerült lefényképezni, hogy nem csak energia, hanem impulzus is hiányzik. (A kísérlet eredetileg a paritássértést cáfolta volna.)[10]

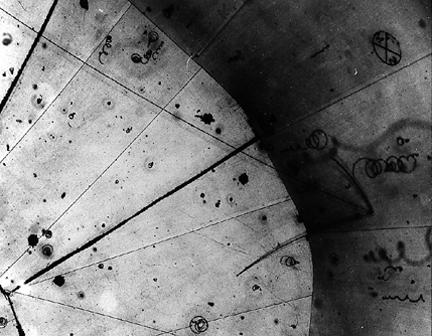
Az első neutrínóészlelés egy hidrogén buborékkamrában (1970)

- 1956: A neutrínók közvetlen kimutatása protonokon kiváltott inverz béta-bomlásuk alapján. Frederick Reines, Clyde Cowan, F. B. Harrison, H. W. Kruse és A. D. McGuire közzétették cikküket a Science-ben „Detection of the Free Neutrino: a Confirmation” (A szabad neutrínó kimutatása: igazolás) címmel. 1995-ben Reinest a neutrínó felfedezéséért Nobel-díjjal tüntették ki.[11]

- 1957-ben Bruno Pontecorvo felvetette a neutrínóoszcilláció lehetőségét.

- 1960-ban William A. Fowler amerikai asztrofizikus olyan napszerkezeti modellt dolgozott ki, amely nagyszámú neutrínó keletkezését jósolja meg a termonukleáris folyamatok során.

- 1961: A müon-neutrínó felfedezése a Brookhaveni Nemzeti Laboratóriumban.

- 1962-ben a Leon Max Lederman, Melvin Schwartz és Jack Steinberger által vezetett kétneutrínó-kísérlet kimutatta, hogy nem csak egyféle neutrínó létezik. Elsőként sikerült detektálni a müon-neutrínó kölcsönhatásait; e kutatásokért a három fizikus 1988-ban megosztott Nobel-díjat kapott.

- 1963-ban Egyed László geofizikus felállított egy – a Föld átmérőjének növekedésére vonatkozó – hipotézist. Feltételezte, hogy a folyamat oka a radioaktivitás.

- 1966-ban Gernot Ede részletes számításokat végzett a geoneutrínók detektálására vonatkozóan.

- 1968: A Davis-kísérlet kezdete. A napneutrínók első érzékelése perklór-etilént tartalmazó detektorral.

- 1974: A tau-neutrínó felfedezése (Fermilab, USA). Gyorsítós kísérletek során rámutattak arra, hogy az elektron-, müon-, és tau-neutrínók az elektron, müon, ill. a tau-részecske bomlása során keletkeznek. A tau-neutrínó felfedezésével vált teljessé a részecskefizika standard modellje.

- 1975: Marx György és Szalay Sándor – kozmológiai elméletek alapján – megállapítja a neutrínó tömegének felső határát. [9]

- 1985: A Kamiokande-detektor átépítése. A detektor nagyobb mérőtérfogata lehetővé tette a kozmikus eredetű neutrínók detektálását is.

- 1987: augusztusban a Super-Kamiokande detektor – Kosiba Maszatosi vezetésével – elsőként detektált szupernóvából (SN 1987A) származó neutrínókat.

- 1991: Megkezdte működését a GALLEX detektor (Gran Sasso, Olaszország).

- 1992: A SAGE kísérlet kezdete.

- 1996: Megkezdte működését a japán Super-Kamiokande neutrínódetektor.

- 1998: A GALLEX kísérlet folytatásaként megépül a GNO (Gallium Neutrino Observatory – Gallium Neutrínó Obszervatórium), az újgenerációs galliumkísérletek egyike.

- 1998: A neutrínóoszcilláció kimutatásával a Super-Kamiokande azt is kimutatta, hogy legalább az egyik neutrínótípusnak kell hogy legyen tömege. (Légkörben keletkezett neutrínókat észlelt.)

- 1999: Megkezdte működését a kanadai Sudbury Neutrínó Obszervatórium (SNO), amely napjainkban a világ legfejlettebb neutrínó-obszervatóriuma.

- 2001-ben az SNO hivatalos közleményben erősítette meg a neutrínóoszcilláció létezését.

- 2002: Raymond Davis Jr. és Kosiba Maszatosi megosztott fizikai Nobel-díjat kaptak a kozmikus neutrínók kimutatásáért.

## Napneutrínó-probléma, neutrínóoszcilláció
Sokáig nem tudták, miért mérünk kevesebb (elektron)neutrínót, mint amennyinek a Nap működésének modellje szerint a magban keletkeznie kell. A kísérletileg észlelt neutrínók száma közel harmada az elméleteink által megjósoltnak. A kísérletekből egyértelműen kimutatták, hogy nem mérési hiba okozza, továbbá a tapasztalt hiány egyaránt jelentkezett a kozmikus sugárzás, és a napneutrínók mérésénél is. Ezt nevezik napneutrínó-problémának (Solar Neutrinos Problem, Solar Neutrino Puzzle – SNP). Mint utólag (kilencvenes évek) kiderült, nem csak az összneutrínó-fluxus, hanem a relatív fluxusok értéke sem egyezik a standard napmodell által jósolttal. Alig detektáltak a 7Be-mag elektronbefogása után keletkező neutrínót, ezzel szemben jelentős számmal mértek a 8B-mag bomlásából. Ez ellentmondásban van a proton-proton ciklus lezajlásáról alkotott elképzeléseinkkel, miszerint 8B-magok nem keletkezhetnek 7Be-magok nélkül. A napneutrínó-probléma megoldására számtalan hipotézis/lehetőség felvetődött, például:
1. Nem ismerjük kellőképpen a termonukleáris reakciókban szereplő hatáskeresztmetszetek értékeit, vagyis ezeket újra meg kell mérni, különösen az elágazási pontoknál találhatóakat. A meghatározó hatáskeresztmetszetek a következők: 1. σ(³He + ³He), 2. σ(³He + 4He), 3. az elektronbefogás gyakorisága a 7Be-ben és 4. a 7Be + p+ reakció hatáskeresztmetszete.
2. Változtatnunk kell a standard napmodell bemenő fizikai paraméterein (például kor, luminozitás, felszíni kémiai összetétel, opacitásérték).
3. Hibás a standard napmodell, a neutrínófluxusok számításnál nemkonzervatív napmodellekkel kell dolgoznunk. Ami elsősorban a Nap kémiai összetételét jelenti: az égési zóna nem tartalmaz héliumot. Ennek magyarázatára több elképzelés is felvetődött. 1. A Nap fejlődésének kezdeti szakaszán végbemehetett a kémiai elemek súly szerinti elkülönülése, ami egy passzív He centrális magot és egy reagáló H-burok létét sugallja. (Cameron, 1975; Foulkner, 1975) 2. A Nap centrális magja más lehet, mint a fősorozatbeli csillagoké, hélium helyett nehéz elemeket tartalmaz (Hoyle, 1975) 3. A Nap anyaga folyamatosan keveredik – aminek okát még nem ismerjük – és a héliumot kiemeli a magból, helyére pedig hidrogént juttat. 4. A közelmúltban végbement a Nap anyagában egy hirtelen keveredés, amit egy instabilitás lassú felépülése okoz. (Fowler, 1972)
4. Az ionizált vasatommagok nem egyenletesen oszlanak el a Napban, ami befolyásolja a Nap hővezető képességét és ezen keresztül a centrális hőmérsékletet, ami pedig hatással van a reakciók hatáskeresztmetszetére.
5. A rövid periódusú változások megfigyeléséből az a következtetés vonható le, hogy a Nap változócsillag.
6. A neutrínó esetleges bomlása. Elméletben nincs olyan kizárási szabály vagy megmaradási törvény, ami ezt megtiltaná.
7. Gyengén kölcsönható nagy tömegű részecskék (WIMP-ek) centrális magbeli jelenléte.

A végső megoldást Pontecorvo olasz fizikus elmélete adta, mely szerint a háromféle neutrínó képes átalakulni egymásba. Ez a jelenség az anyag által felerősített rezonáns neutrínóoszcilláció, vagy más néven Mikheyev-Smirnov-Wolfenstein effektus (MSW-effektus). Az oszcillációt elsőként a Super-Kamiokande és a Sudbury Neutrínó Obszervatórium nevű neutrínódetektorok mutatták ki.  Ezeknek a detektoroknak a mérési technikája lehetővé teszi mindhárom típusú neutrínó észlelését.
A mérések alapján arra következtettek, hogy a mért neutrínók száma megegyezik az elméletileg jósolttal, csak az elektronneutrínók számában tapasztaltak eltérést. Ebből egyértelműen neutrínóoszcillációra következtettek. Az elmélet (standard modell) szerint az oszcilláció ténye egyben azt is jelenti, hogy a neutrínók is rendelkeznek nyugalmi tömeggel, habár az nagyon kicsi. 2001-es mérések alapján ennek értéke:
Δm2 = 4,2·10−5 eV2      és      m0 ≈ 10-6 me > 0
A neutrínóoszcillációt több – egymástól különböző – neutrínóforrásnál is megfigyelték különböző detektálási technikával, más-más energiatartományban:
- Napneutrínók (HOMESTAKE, SNO)
- Atmoszferikus neutrínók (IMB, MACRO, Super-Kamiokande)
- Reaktorban keletkező neutrínók (KamLAND)
- Neutrínóbomlás (MINOS, LSND, MiniBooNE, Super-Kamiokande, K2K)

## Neutrínókeltő részecskefizikai folyamatok
| Részecske     | Jelölés | Bomlás                                                      | Elágazási arány (%) |
| ------------- | ------- | ----------------------------------------------------------- | ------------------- |
| pozitív kaon  | K+      | K+ → πo + π+                                                | 21,13 ± 0,17        |
| pozitív kaon  | K+      | K+ → μ+ + {\displaystyle {\bar {\nu }}_{\mu }\,}            | 63,43 ± 0,17        |
| pozitív kaon  | K+      | K+ → πo + e+ + {\displaystyle {\bar {\nu }}_{e}\,}          |                     |
| pozitív kaon  | K+      | K+ → πo + μ+ + {\displaystyle {\bar {\nu }}_{\mu }\,}       |                     |
| negatív kaon  | K−      | K− → πo + e− + {\displaystyle {\bar {\nu }}_{e}\,}          |                     |
| negatív kaon  | K−      | K− → μo + μ− + {\displaystyle {\bar {\nu }}_{\mu }\,}       |                     |
| semleges kaon | Ko      | Ko → π+ + π− + πo + 83,6 MeV                                | 5,58 ± 0,031        |
| semleges kaon | Ko      | Ko → π+ + π− + 218,6 MeV                                    |                     |
| pozitív pion  | π+      | π+ → μ+ + {\displaystyle {\bar {\nu }}_{\mu }\,} + 33,9 MeV | 99,9877             |
| pozitív pion  | π+      | π+ → e+ + {\displaystyle {\nu }_{e}\,}                      | 0,0123              |
| negatív pion  | π−      | π− → μ− + {\displaystyle {\bar {\nu }}_{\mu }\,} + 33,9 MeV | 99,9877             |
| negatív pion  | π−      | π− → e− + {\displaystyle {\bar {\nu }}_{e}\,}               | 0,0123              |

Több részecskefizikai bomlás (sorozat) végtermékeként keletkezhetnek neutrínók. A közvetlen neutrínókeltő folyamatok az alábbiak:
- Neutrínók keletkeznek a pozitív és negatív béta-bomlás során. Pozitív béta-bomlásnál a kiindulási elem rendszáma eggyel csökken; proton alakul neutronná, miközben egy pozitron és egy elektron-neutrínó keletkezik. Negatív béta-bomlásnál a keletkező elem rendszáma eggyel nő; neutron alakul protonná, miközben egy elektron és egy antielektron-neutrínó emittálódik.

{\displaystyle \mathrm {p} ^{+}\rightarrow \mathrm {n} ^{o}+\mathrm {e} ^{+}+{\nu }_{e}\qquad \mathrm {n} ^{o}\rightarrow \mathrm {p} ^{+}+\mathrm {e} ^{-}+{\bar {\nu }}_{e}}
Neutrínók keletkeznek a K-befogás (inverz béta-bomlás) során is. Ekkor az atommag egy, a K-héjról származó elektront fog be, s vele együtt egy protonja neutronná alakul:
{\displaystyle \mathrm {p} ^{+}+\mathrm {e} ^{-}\rightarrow \mathrm {n} ^{o}+{\nu }_{e}}
- W-bozon bomlása. A proton és neutron nem tekinthető elemi részecskéknek, tovább bonthatóak kvarkokra. A proton két u-kvarkból és egy d-kvarkból áll, a neutron két d-kvarkból és egy u-kvarkból. A negatív béta-bomlást ezért így is kifejezhetjük:

{\displaystyle udd\rightarrow uud+W\rightarrow uud+e^{-}+{\bar {\nu }}_{e}}
- Tau-részecske bomlása. Mivel a tau-szerű leptonszám megmarad (legalábbis közelítőleg, a neutrínóoszcilláció miatt), akkor keletkezik tau-neutrínó, amikor a tau-lepton müonra vagy elektronra bomlik.

{\displaystyle \tau ^{-}\rightarrow \nu _{\tau }+e^{-}+{\bar {\nu }}_{e}}
{\displaystyle \tau ^{-}\rightarrow \nu _{\tau }+\mu ^{-}+{\bar {\nu }}_{\mu }}
A tau-részecske hadronokká is bomolhat, ekkor U-antikvark, D-kvark valamint egy tau-antineutrínó keletkezik. A tau elektronra és neutrínókra bomlásának elágazási aránya 17,84%, a müonra és neutrínókra bomlásé 17,36%, a hadronokra bomlásé 74,8%.
- Müonok bomlása során elektron, müon-neutrínó és elektron-antineutrínó, antimüon bomlásánál pedig pozitron, müon-antineutrínó és elektron-neutrínó keletkezik. A bomlásnál érvényesül az elektron- ill. müonszám-megmaradás, ezért neutrínók is létrejönnek.

{\displaystyle \mu ^{-}\rightarrow e^{-}+\nu _{\mu }+{\bar {\nu }}_{e}\qquad \mu ^{+}\rightarrow e^{+}+{\bar {\nu }}_{\mu }+\nu _{e}}
- Pí- és K-mezonok bomlása (jobb oldali táblázat) a kozmikus sugárzás kölcsönhatásaiban megy végbe, illetve részecskegyorsítókban idézhetjük elő.
- Zo-bozon bomlása (20,02%). Neutrínókra való bomlása (lásd fentebb) elméleti számításokból következik, azonban gyakorlatban ez megfigyelhetetlen.
- Higgs-bozon leptonikus bomlása végbemehet úgy, hogy egy tau-részecske és egy tau-antineutrínó keletkezik. A neutrínó itt a leptonszám megmaradása miatt jön létre:

{\displaystyle H\rightarrow \tau ^{-}+{\bar {\nu }}_{\tau }}

## Neutrínóforrások
Neutrínók többféle forrásból is érkezhetnek, eredetükre az energiájukból és érkezési irányukból következtethetünk. A mai kísérletek számára elérhető források a következők:

### Mesterséges források
Az atomerőművek az ember által előállított neutrínók legfőbb forrásai. Egy átlagos erőmű másodpercenként több mint 1020 neutrínót állít elő, melyek a hasadási termékek (neutronban gazdag radioaktív béta-bomló magok) bomlását kísérik. Az antineutrínó-fluxushoz jelentősen hozzájáruló izotópok az urán-235, urán-238, plutónium-239 és a plutónium-241.
Némely részecskegyorsítókat neutrínóbomlások előidézésére alkalmaznak. A technikában rögzített céltárgynak protonokat ütköztetnek, ami során töltött pionok és kaonok keletkeznek. Majd ezek az instabil részecskéket mágnesesen fókuszálják egy hosszú alagútban, ahol repülés közben elbomlanak, amiből neutrínók is származnak.
Atombomba-robbanás során is nagy számban keletkeznek neutrínók.

### Földi eredetű (terresztriális) neutrínók
Neutrínók a természetes háttérsugárzásban is keletkeznek a Föld belsejében lévő radioaktív izotópok béta-bomlása során. Ezekben a folyamatokban antineutrínók is emittálódnak. A Földön megmaradt radioaktív magok több milliárd év felezési idejűek, következésképpen igen kicsi a bomlási energiájuk. Ezért a keletkező neutrínók energiája rendkívül alacsony ( E < 2,6 MeV, emiatt „puha” részecskéknek is nevezik őket.), rendszerint a detektálási küszöbenergia alatt maradnak. Kivételt csak az U236 – és a Th232 – család néhány közbeeső, rövid életű, ezért ritka izotópja képez: a Pa234, Bi214, Tl210. Az alacsony energiaszint megnehezíti a detektálásukat. A földi eredetű (terresztriális) neutrínók detektálásával információt kaphatunk a Föld belsejében végbemenő radioaktív folyamatokról, radioaktív izotópok előfordulási koncentrációiról és kiszámítható a bomlási sorban a Föld egész térfogatában felszabaduló hőteljesítmény. Az első, geoneutrínók kimutatására irányuló kísérlet a japán KamLAND (2005) volt. A KamLAND fő célja a geoneutrínó-háttér és a reaktorokból származó antineutrínók mérése. Néhány jövőbeli kísérlet célja a geoneutrínó-háttér alaposabb mérése.

### Légköri neutrínók (atmoszferikus neutrínók)
A légköri neutrínók a nagy energiájú kozmikus sugárzás és a légköri atomok atommagjainak kölcsönhatása során keletkeznek a sztratoszférában. Ezen nagyenergiájú folyamatok során pí-mezonok (a kozmikus sugárzás másodlagos összetevői) keletkeznek, melyek bomlásterméke egy müon, és egy vele társultan keletkezett müon-neutrínó. Az így létrejött müonok tovább bomlanak elektronra, elektron-neutrínóra és müon-neutrínóra.
Az atmoszferikus neutrínók energiája széles skálát fog be. Detektálásukra a Cserenkov-detektorok a legalkalmasabbak, mivel ezeknek magas az energiaküszöbe és valós idejű (real-time) méréseket végeznek. Az első, kozmikus sugárzásbeli neutrínó-kölcsönhatást a részecskefizikusok egy együttműködés (Tata alapkutatásokért intézet – TIFR, Mumbai, Osaka városi egyetem, Japán és Durham egyetem, Egyesült Királyság) keretében figyelték meg egy indiai földalatti laboratóriumban, a KGF aranybányában.

### Napneutrínók (szoláris neutrínók)

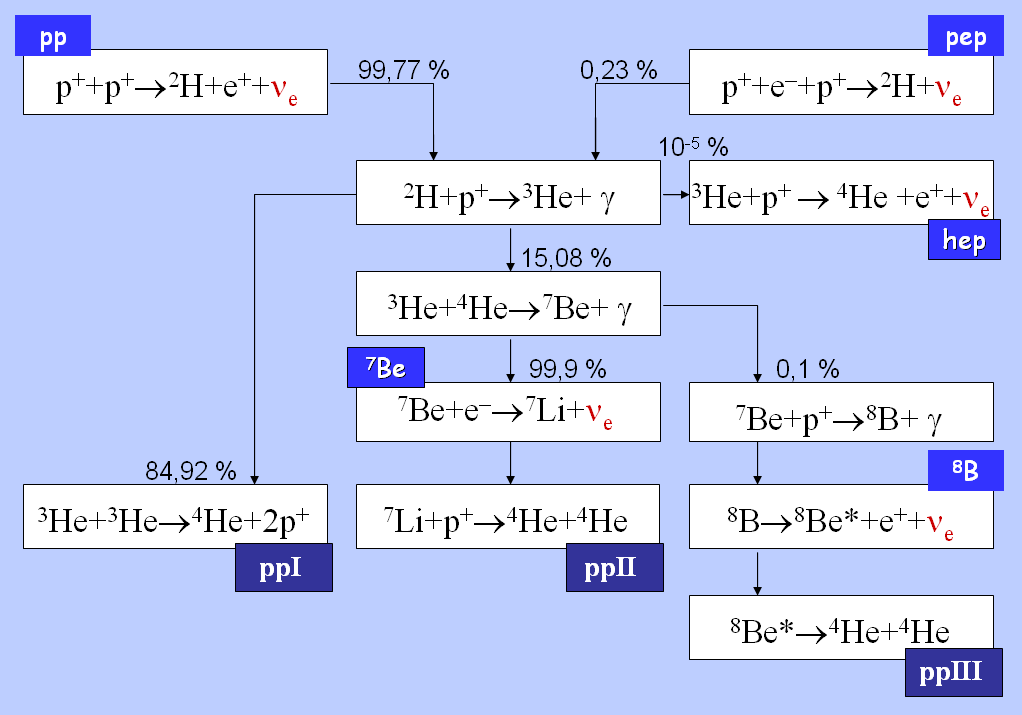
A proton–proton ciklus átalakulásai részletezve. Az ábrán feltüntettük az egyes reakciók arányát a Nap esetére.

A napneutrínók a Nap és a többi csillag energiáját adó atommagfúzió során keletkeznek. A Nap rendkívül intenzív neutrínóforrás: belsejében másodpercenként 3,8·1038 neutrínó keletkezik. Ezek zöme a proton-proton ciklusban, kisebb részük a CNO-ciklusban keletkezik. A napneutrínók – kicsi hatáskeresztmetszetük következtében – könnyen kijutnak a Nap belsejéből (ellentétben a fotonokkal, amiknek akár 106 évre is szükségük van minderre) és keletkezésüktől számítva 8,3 perc alatt érik el a Földet
(mivel fénysebességgel haladnak).
A napneutrínók energiaspektruma a magreakciók részleteinek függvénye. Az energiaspektrum 0,4 MeV-tól 19 MeV-ig terjed. (A különböző forrásokból érkező neutrínók közül a napneutrínók energiája a legkisebb.) A napneutrínókat érkezési irányuk alapján különböztetik meg az atmoszferikus neutrínóktól, amelyek ellentétben velük, irányfüggetlen háttérzajt keltenek. A másik jelentős különbség, hogy a napneutrínók intenzitása függ a Föld Naptól mért távolságától: nyáron (naptávolban) valamivel kisebb a jelintenzitás, mint télen (napközelben).
Azok a kísérletek, amelyek a napneutrínókat vizsgálják, lehetővé teszik a Nap belsejében uralkodó fizikai körülmények meghatározását. Az energiatermelés pontos mechanizmusának ismeretében pedig tökéletesíthetjük a Nap szerkezetére és fejlődésére felállított asztrofizikai elméleteinket, különös tekintettel a széles körben elfogadott és alkalmazott ún. standard napmodellre.

#### A napneutrínók keletkezése
A Nap energiájának néhány százalékát neutrínók formájában sugározza ki, melyek zöme a pp ciklus során keletkezik. Ez a kísérleti tapasztalat (többek között) a pp ciklus dominanciáját támasztotta alá. Ennek során négy proton alakul héliummaggá, amely egyidejűleg három különböző módon valósulhat meg, azaz a pp ciklusnak három allánca (ppI, ppII, ppIII) létezik.
A lánc elején két proton héliummá alakulása kétféleképpen mehet végbe. Az egyik lehetőség a közvetlen proton–proton (pp) reakció, amiben a pp cikluson belül a napneutrínók zöme keletkezik. Ennek során az egyik proton a másik közvetlen közelében neutronná bomlik; a két részecske ezután a hidrogén egyik nehéz izotópjává, deutériummá egyesül, miközben egy pozitron és egy neutrínó szabadul fel. Az ebben a reakcióban keletkező neutrínók maximális energiája 0,42 MeV lehet.
A másik neutrínótermelő folyamatban három részecske – két proton és egy elektron – vesz részt, s egy deutériummag, valamint egy neutrínó keletkezik. Ezeket a neutrínókat pep (proton–elektron–proton) neutrínóknak nevezzük, energiájuk maximum 1,442 MeV. Ennek a reakciónak a valószínűsége azonban jóval kisebb, mint a proton–proton reakcióé.
A folyamat második lépése során az említett két reakcióban létrejött deutériummag egy újabb protonnal gamma-sugárzás kíséretében hélium–3 maggá egyesül

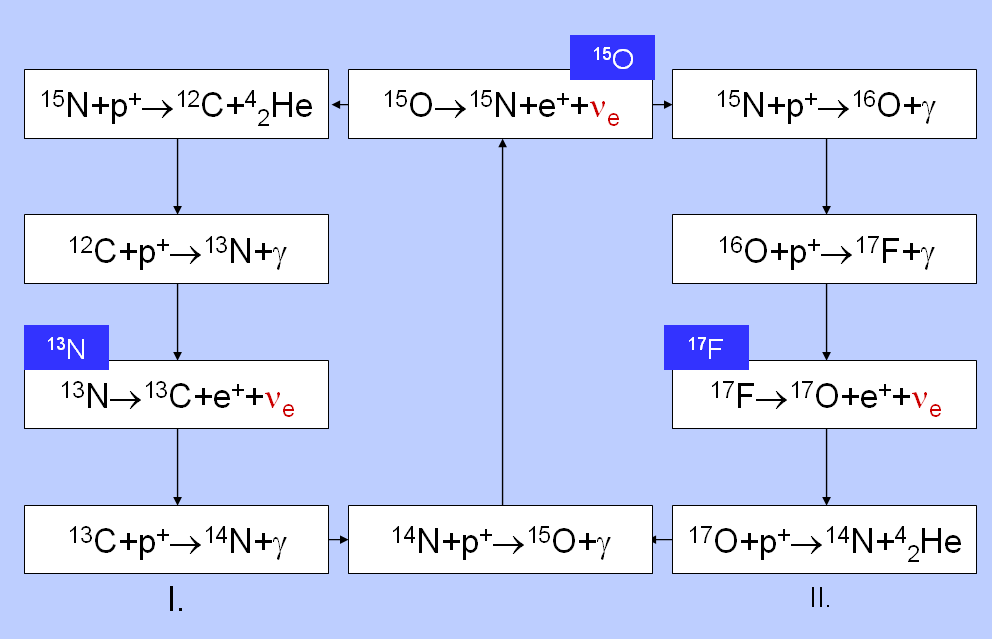
A CNO-ciklusban keletkezett neutrínók

Az említett két reakcióban létrejött deutériummag egy újabb protonnal gamma-sugárzás kíséretében hélium–3-maggá egyesül, mely két protont és egy neutront tartalmaz. Az elfogadott elméletek szerint a reakciólánc az esetek 93%-ában úgy fejeződik be, hogy két hélium–3 mag egyesül egy alfa-részecskévé, miközben két felesleges proton szabadul fel, melyek ezután ismét belépnek a ciklusba. E folyamat során tehát további neutrínók nem keletkeznek. Az esetek megközelítőleg 7%-ában azonban a hélium–3 egy alfa-részecskével egyesül, és gamma-sugárzás kíséretében berillium–7 keletkezik; ami azután egy elektront elnyelve lítium–7-té alakul, kibocsátva egy neutrínót. E neutrínók 90%-ának energiája 0,861 MeV.
Nagyon ritkán – nagyjából ezer esetből egyszer – a proton-proton ciklus végén a berillium–7 egy protonnal radioaktív bór–8-cá egyesül, amely azután két alfa-részecskére, egy pozitronra és egy nagy energiájú neutrínóra bomlik el. Ezek a neutrínók mintegy 15 MeV energiájúak; a számítások szerint az észlelt neutrínók zöméért ezen bór-8 magoknak a bomlása felelős.
A Nap belsejében a hélium–3 magok magányos protonokkal is egyesülhetnek, aminek következtében egy alfarészecske, egy pozitron és egy neutrínó keletkezik. Az így létrejövő Hep (hélium–elektron–proton) neutrínók energiája akár a 18,77 MeV-ot is elérheti, ám ez a reakció olyan szórványosan – még a bór–8 mag bomlásánál is ezerszer ritkábban – fordul elő, hogy nem járul hozzá számottevően a detektorokkal megfigyelt neutrínómennyiséghez.

#### A napneutrínók detektálásának elengedhetetlen feltételei
- A kozmikus háttér csökkentése. A radioaktivitás szempontjából a detektorban használt minden anyagnak nagyon tisztának kell lennie. A detektornak radioaktivitás szempontjából tisztábbnak kell lennie az 5·10−16 g 238U tisztaságnak megfelelő értéknél, vagyis 1 g szcintillátorban az 5·10−16 g 238U szennyezettséggel ekvivalens radioaktív szennyeződésnél csak kevesebb lehet. A víz-Cserenkov-detektoroknál például SNO (Sudbury Neutrínó Obszervatórium), Super-Kamiokande éppen ezért ultratiszta vizet alkalmaznak. További védelmet jelent a kozmikus háttérsugárzás ellen, ha a detektorokat bányákba, vagy tavak, tengerek mélyére telepítik.
- A napneutrínók megkülönböztetése más neutrínóforrásoktól. A terresztriális neutrínók kiszűrése nem okoz gondot, mivel energiájuk jóval alacsonyabb, mint a napneutrínóké. A fő nehézséget a kozmikus sugárzásban keletkezett neutrínóktól való megkülönböztetés jelenti, ami az érkezési irányuk alapján történik. A napneutrínók ugyanis – ellentétben az atmoszferikus neutrínókkal – irányfüggetlen háttérzajt keltenek. A másik jelentős különbség, hogy a napneutrínók intenzitása függ a Föld Naptól mért távolságától: nyáron (naptávolban) valamivel kisebb a jelintenzitás, mint télen (napközelben).

#### A napneutrínók fluxusa

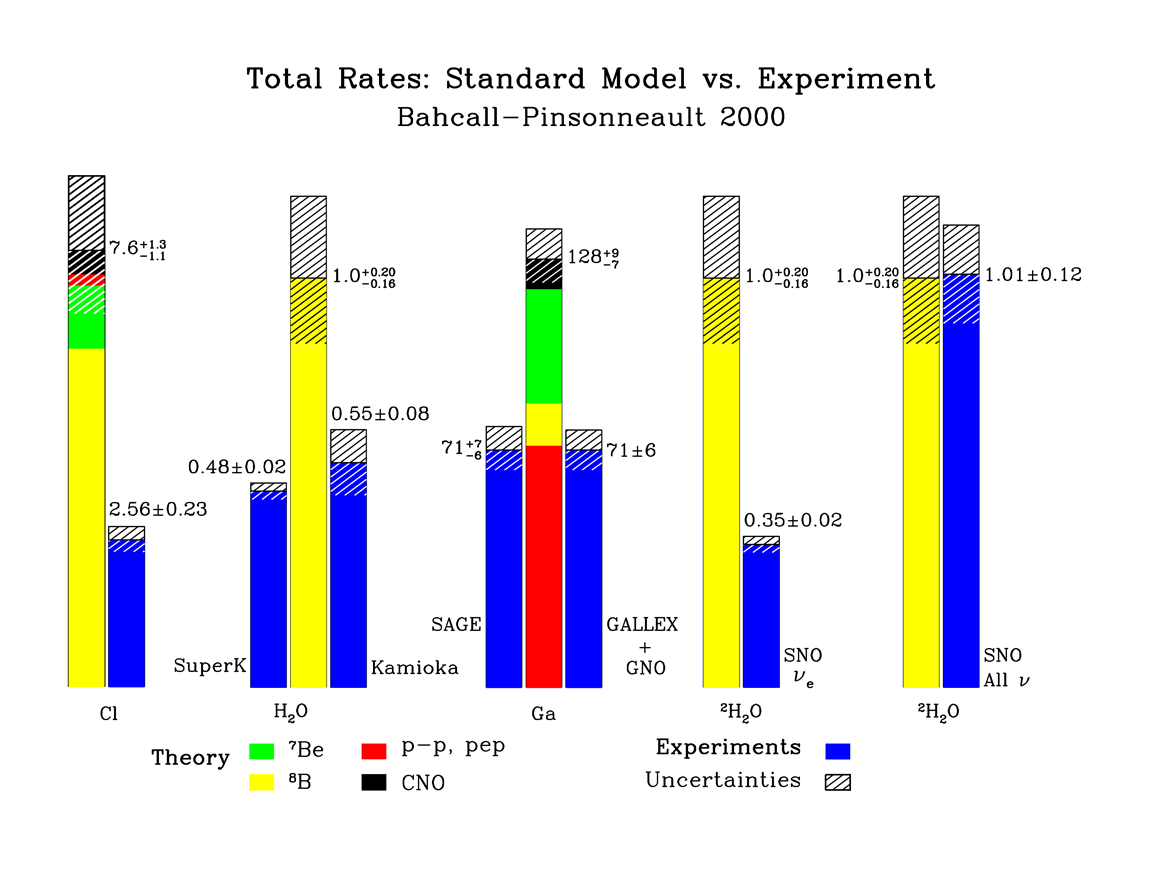
A Standard Nap-modell által előrejelzett neutrínófluxusok (zöld, sárga, piros, fekete) és a kísérletileg mért neutrínófluxusok (kék színnel jelölve) aránya néhány fontosabb neutrínókísérletben (az értékek bizonytalanságait sávos terület jelzi)

A napneutrínók egy része, a pp, hep és a 8B reakciókból származó neutrínók folytonos energiaspektrummal, a pep és a 7Be reakciókból származó neutrínók pedig jól definiált energiával rendelkeznek.
A különböző előrejelzett fluxusok, amelyek napneutrínó-egységre (SNU – Solar Neutrino Unit = 10−36 neutrínóbefogás másodpercenként és target-atomonként) normalizálva vannak, magukba foglalják a különböző reakciókban keletkező neutrínómennyiségeket: 7Be, 8B, pp, pep, valamint a CNO-ciklusban felszabadult neutrínókat.
A mért és a várható neutrínófluxus sokáig nem egyezett, ez volt a napneutrínók problémája. A két érték egyezése a SNO detektor (mindegyik neutrínótípusra (azonos mértékben) érzékeny NC-reakción alapuló) méréseinél valósult meg. A két érték bizonytalanságait az ábrán sávos terület jelzi.
A Φ(pp) és Φ(pep) fluxusok pontos meghatározása különösen fontos, mert értékük szoros kapcsolatban áll a Nap fényerejével (luminozitásával) és alapvető magfizikai törvényekkel.
A Φ(8B) fluxus vizsgálata a legkönnyebb, mivel a 8B-neutrínók energiája a legmagasabb. Ezek a neutrínók csak egy 7Be szinten keresztül jelenhetnek meg, ám ennek a reakciónak igen kicsi a hatáskeresztmetszete, ami ellentmondáshoz vezet, és része a napneutrínó-problémának.
| Reakció | Reakció                  | Neutrínóforrás | Neutrínófluxus (1010 cm−2 s−1) | Neutrínóenergia (MeV)   | Elágazási arány (%) |
| ------- | ------------------------ | -------------- | ------------------------------ | ----------------------- | ------------------- |
| pp      | p+ + p+ → ²H + e+ + ve   | pp-ciklus      | 6,0 (± 0,02)                   | <0,42                   | 99,77               |
| pep     | p+ + e– + p+ → ²H + ve   | pp-ciklus      | 1,4 · 10−2 (±0,05)             | 1,442                   | 0,23                |
| hep     | ³He + p+ → 4He + e+ + ve | pp-ciklus      | 8,0 · 10−7                     | < 18,77                 | 10−5                |
| 7Be     | 7Be + e– → 7Li + ve      | pp-ciklus      | 4,7 · 10−1 (1±0,15)            | 0,863 (90%) 0,385 (10%) | 13,572              |
| 8B      | 8B → 8Be* + e+ + ve      | pp-ciklus      | 5,8 · 10−4 (1±0,37)            | < 15                    | 1,508               |
| 13N     | 13N → 13C + e+ + ve      | CNO-ciklus     | 6,0 · 10−2 (1±0,50)            | < 1,199                 | 99,96               |
| 15O     | 15O → 15N + e+ + ve      | CNO-ciklus     | 5,0 · 10−2 (1±0,58)            | < 1,732                 | 99,96               |
| 17F     | 17F → 17O + e+ + ve      | CNO-ciklus     | 5,2 · 10−4 (1±0,47)            | < 1,732                 | 00,04               |

### Kozmológiai jelenségek

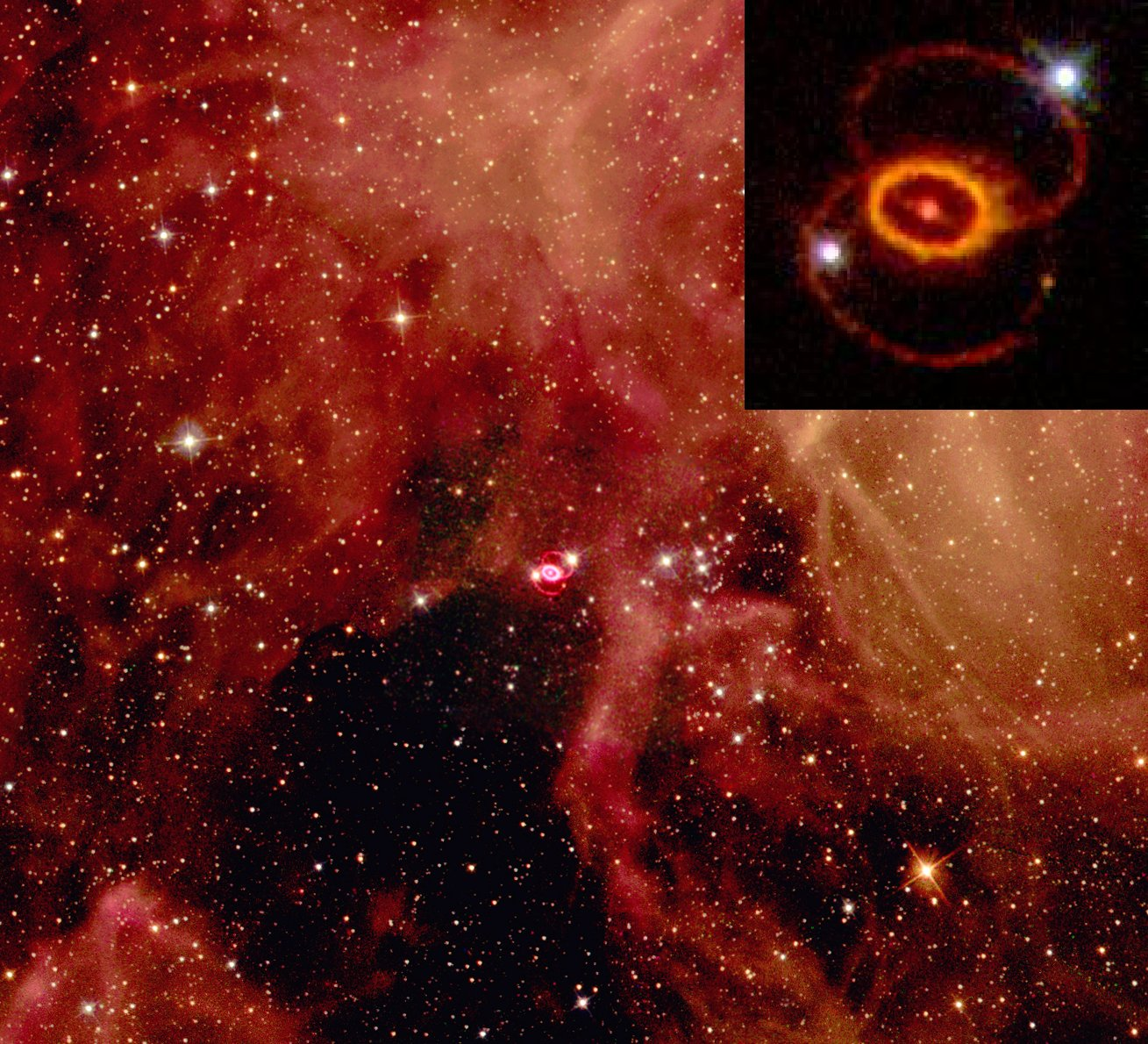
Az SN 1987A jelű szupernóva, az elsőként regisztrált extragalaktikus neutrínóforrás

A természetben normális viszonyok között a neutrínók keletkezésének egyetlen formája a spontán radioaktív bomlás. A csillagok által kisugárzott neutrínók együttes száma emiatt nem lehet nagyobb a csillagban található neutronokénál. Ez a helyzet a normális csillagokban. George Gamow amerikai fizikus azonban rámutatott arra, hogy különösen magas hőmérsékleten és nyomáson a helyzet megváltozik: lehetőség adódik, hogy a forró csillag anyaga gyenge kölcsönhatás révén átalakuljon neutrínósugárzássá, és a szupernóva-kitörés során akadálytalanul távozzon. A neutrínó akkor keletkezik, amikor a proton elektron befogásával neutronná alakul. Az első bizonyítékot az 1987A szupernóva szolgáltatta 1987-ben, amelyből neutrínókat észleltek. A robbanás folyamán a csillag magjának sűrűsége olyan nagy (1014 g/cm³) lesz, hogy a csillaganyag elektronjai az atommagokba préselődnek; a protonok neutronokká alakulnak elektronbefogással, miközben a protonok számának megfelelő neutrínómennyiség szabadul fel. E neutrínók energiája néhánytól 10 MeV-ig terjed. Ilyen relatíve nagy energiájú neutrínókat a Baikal, AMANDA, ICECUBE, Antares, NEMO és Nestor kísérlet detektál. Szupernóvák előrejelzésére a SNEWS (SuperNova Early Warning System – korai szupernóva-előrejelző rendszer) projekt szolgál, mely szupernóvajelenség alkalmával a neutrínótávcsövek hálózatát hangolja össze.
Egyéb neutrínó források: a fekete lyukakat körülvevő ún. akkréciós korongból, aktív galaxismagokból (AGN – Active Galactic Nuclei) származó neutrínók. Neutrínók keletkeztek az Ősrobbanás (Big Bang) során is. Nagyszámú neutrínó keletkezik a gammakitörések során, ilyen jelenségeket detektálnak a HESS és a MAGIC obszervatóriumok.

### Kozmikus háttérsugárzás
Feltételezik, hogy az Ősrobbanás folyamán létrejött kozmikus háttérsugárzásban is jelen vannak alacsony energiájú neutrínók. Az 1980-as években azt gondolták, hogy ez a magyarázata a világegyetemben feltételezett sötét anyagnak. A neutrínóknak van egy előnyük a többi lehetséges jelölttel szemben: tudjuk, hogy léteznek. A sötét anyag mennyisége ugyanis szorosan összefügg a világegyetem tágulásának mértékével, ilyen módon a kozmológiai (sötét anyag) modellekből felső határ adható a neutrínók tömegére.
A részecskefizikai kísérletekből tudjuk, hogy a neutrínók tömege igen kicsi, mivel közel fénysebességgel mozognak, kivéve, ha különösen alacsony a kinetikus energiájuk. Így a sötét anyag összetevője lehet a neutrínók alkotta „forró sötét anyag”.

## Neutrínódetektorok, neutrínókísérletek

### Történelmi kísérletek
Antineutrínókat először 1953-ban detektáltak egy nukleáris detektor mellett. A kísérlet vezetői, Frederick Reines és Clyde Cowan kadmium-klorid oldatot használtak targetként. Az antineutrínó töltött gyenge árammal történő kölcsönhatásában a vízben pozitron és neutrínó keletkezik. A vizsgálanó pozitron ezután egy elektronnal ütközve annihilálódik, két 0,5 MeV energiájú foton kibocsátásával. Az így létrejött fotonokat érzékeli a szcintillációs detektor. Napjaink legnagyobb neutrínódetektora, a KamLAND is hasonló szcintillációs elven működik.
A 20. század második felében érthető módon felébredt a vágy, hogy észleljük a Napból érkező elektron-neutrínókat, azaz „neutrínó-fényben” megvizsgáljuk a nap magjában végbemenő termonukleáris reakciókat. Bruno Pontecorvo már 1946-ban javasolta, hogy a Napból származó neutrínókat klórtartalmú anyag segítségével detektálják. A 37Cl + νe → 37Ar + e – reakcióra épített radiokémiai módszert Raymond Davis és kollégái ragyogóan kidolgozták, majd kivitelezték a Brookhaven Nemzeti Laboratóriumban. Ez a Davis által vezetett kísérlet volt az első és két évtizeden keresztül az egyetlen, amely napneutrínókat figyelt meg. A detektort egy kozmikus sugárzástól védett helyen, 1500 m-nyire a föld alatt helyezték el a dél-dakotai Homestake aranybányájában (USA). A napneutrínó-érzékelő lényegében egy 40 000 m³ térfogatú, klórtartalmú tisztítószerrel, tetraklór-etilénnel megtöltött tartály. Csak ez a hatalmas méret biztosítja, hogy a detektáláshoz szükséges legalább 10 argonatom jelen legyen. A neutrínó a tartályon való áthaladása során kölcsönhatásba lép a klór-37-tel (a földi klórmennyiség egynegyedét alkotó stabil klórizotóppal); ilyenkor a klóratom magjában az egyik proton neutronná alakul át, eközben maga az atommag radioaktív argon-37-té alakul. A proton bomlása során egy elektron keletkezik, melyet detektálva a folyamat kimutatása lehetővé válik. Azonban Davis radiokémiai módszerével csak a 814 ezer elektronvoltnál nagyobb energiájú neutrínókat lehet kimutatni, miután ennyi energia kell a klór-37 argon-37-té alakításához. Ez azt jelenti, hogy a proton-proton ciklus atommagreakciója során keletkező neutrínók közül csak a 8B atommag bomlása során kibocsátottakat lehet érzékelni. A proton-proton ciklus többi atommagreakciója során keletkező neutrínók energiája ennél kisebb.
Davis néhány havonta kiürítette a tartályt, héliumgáz detektoranyagon való átbuborékoltatásával elkülönítette az argonatomokat, radioaktivitásuk alapján megszámlálta őket, ezek után pedig a kapott eredményből meghatározta a tartályon áthaladó neutrínófluxust. A napneutrínók oly kevéssé léptek reakcióba a tartály klóratommagjaival, hogy a reakció számszerű kifejezésére egy új mértékegységet kellett bevezetni. A neutrínó fluxus akkor 1 napneutrínó egység (Solar Neutrino Unit, SNU), ha minden 1036 darab klóratom közül egy lép reakcióba másodpercenként. A napbeli atommag-reakciók elfogadott elméletei szerint a klór-37 detektornak 7,9 ± 2,6 SNU neutrínófluxust kellene érzékelnie, és ez a hibahatár tartalmazza az összes elméleti bizonytalanságot. Davis és munkatársai kísérleti eredménye szerint azonban a napneutrínók fluxusa 2,1 ± 0,3 SNU, vagyis az elméletileg megjósolt értéknek alig az egyharmada. Az eltérést először kézenfekvő módon az elmélet és a kísérlet bizonytalanságának tulajdonították. A különbség azonban az elméleti számítások és mérések több évtizede folyó tökéletesítése ellenére továbbra is fennállt, túllépve a megengedett hibahatárt: ez az ellentmondás „a hiányzó napneutrínók rejtélye” néven híresült el.
Davis eredményét akkor értékelhetjük igazán, ha belegondolunk, milyen komoly technikai nehézségekkel kellett megküzdenie. Ezt jól érzékelteti maga az eredmény: 2 hónaponként az óriási tartályban levő kb. 2·1030 db klóratomból mindössze 17 argonatomot sikerült kiszűrni. A Davis-kísérlet szinte folyamatosan futott 1970-től kezdve egészen 1994-ig. Utolsó eredményeit 1998-ban tették közzé. A csaknem negyed évszázad alatt összesen 2200 argonatom keletkezését sikerült kimutatni a műszerrel.
A nyolcvanas években világszerte több, a proton esetleges bomlásának kimutatását célzó kísérletet indítottak. (Az átfogóbb, ún. Nagy Egyesített Elméletek szerint a proton is elbomolhat, ami ez esetben nem béta bomlás során következik be.) Ezek egyike a Nobel-díjas Masatoshi Koshiba által vezetett Kamiokande-kísérlet volt. A detektort a japán Mozumi bányában építették fel, amerikai–japán együttműködésben. Ez egy 16 m magas és 15,6 m átmérőjű henger alakú víztartály, amely 3000 tonna ultratiszta vizet tartalmaz, melyet 1000 fotoelektron-sokszorozó figyel. (A kívánt jel/zaj arány eléréséhez a víz radioaktív szennyeződéseit minimálisra kell csökkenteni.) 1985-ben a detektort átépítették, hogy kozmikus eredetű neutrínókat is tudjon észlelni. Ennek eredményeképpen sokkal érzékenyebb lett, és 1987-ben sikerült észlelnie a Nagy Magellán-felhőben felrobbant (SN1987A) szupernóva által létrehozott neutrínókat. 1988-ban napneutrínókat is észlelt, ami előrelépést jelentett a neutrínócsillagászatban. Protonbomlást viszont nem sikerült észlelnie, amiből a proton élettartamára alsó becslést lehetett volna adni. A jobb hatásfokú neutrínóészleléshez és a protonbomlás további vizsgálatához nagyobb érzékenységre volt szükség. Ez vezetett a tízszer nagyobb térfogatú Super Kamiokande megépítéséhez, mely 1996-ban kezdte meg működését. A megfigyelések alapján a napneutrínók fluxusára a következő értékeket kapták:
Φ (pp) ~ 0,9 ΦSSM (pp)
Φ (7Be) ~ 0,1 ΦSSM (7Be)
Φ (8B) ~ 0,4 ΦSSM (8B)
ahol SSM a standard napmodell által jósolt neutrínó fluxus a proton-proton ciklus adott reakciójában.

### Neutrínókísérletek: az új generáció
A kis energiájú neutrínók kimutatására a galliummal töltött detektorok alkalmasak, mivel ezeknek a legalacsonyabb az energiaküszöbe. Működési elvük a neutrínó galliummal kiváltott ν+71Ga → e–+71Ge kölcsönhatásán alapszik, amelynek során a galliumatom magjában az egyik protonja neutronná alakul, miközben egy elektron repül ki a magból. Ez a folyamat a keletkező elektron detektálásával mutatható ki. Sokáig azért nem építettek ilyen detektorokat, mert előállításuk nagyon költséges. A kilencvenes évek elején azonban több ilyen is épült: a Kaukázus északi részének egy magas hegyvonulata alatt a 60 tonna galliumot tartalmazó szovjet–amerikai SAGE detektor, Olaszországban, Rómától nem messze, a Gran Sasso hegy alatt az európai-amerikai-izraeli GALLEX (GALLium EXperiment – Gallium Kísérlet). Neutrínódeficitet a GALLEX kísérletében is tapasztaltak: a mért neutrínófluxus 76 ± 8 SNU volt a 130 SNU helyett.
Jelenleg a világ legfejlettebb neutrínó obszervatóriuma az 1999 vége óta működő kanadai SNO (Sudbury Neutrínó Obszervatórium), amely Ontarióban, Sudbury mellett egy nikkelbányában, 2 kilométerrel a földfelszín alatt található. A detektor mérő térfogata 1000 tonna ultratiszta nehézvizet tartalmaz, egy 12 méter átmérőjű akril-műanyag tartályba zárva, amelyet egy 4 méter vastag vízréteg vesz körül. A detektor céltárgyát (mérő térfogatát) a körülötte koncentrikusan elhelyezkedő 9450 fotoelektron-sokszorozó figyeli. Ez a detektor a neutrínók mindhárom típusát képes érzékelni, a deutériummagokkal kiváltott különböző reakcióik alapján.

## A neutrínót övező tudományos érdeklődés

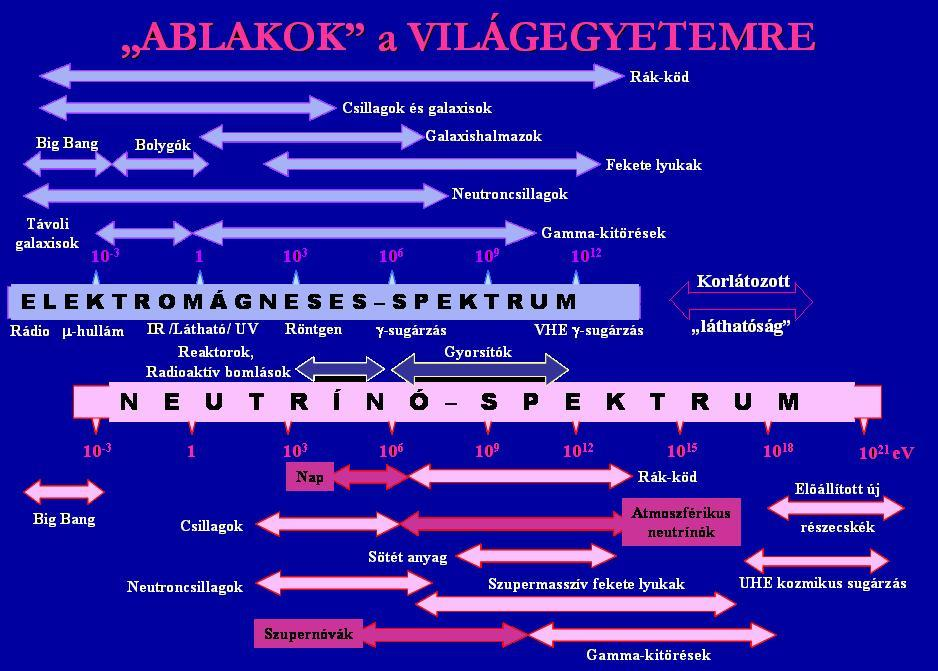
A világegyetemből érkező információáram, az elektromágneses sugárzás és neutrínósugárzás egyes spektrumtartományaiban megfigyelhető csillagászati objektumok

A neutrínósugárzás egyike az univerzumból érkező információáramnak. A neutrínók – a kicsi kölcsönhatási keresztmetszetüknek köszönhetően – a legtávolabbi helyekről is eljuthatnak hozzánk, onnan, ahonnan a csillagközi porban elnyelődő fény nem. Egy néhány MeV-os neutrínó közepes szabad úthossza mintegy 1030 fényév (az antineutrínóké ennél valamivel kisebb). Tehát elvileg 1030 fényév távolságban történő eseményeket is észlelhetnénk, feltéve, hogy a detektálás kérdése megoldható.
- Napfizika. A neutrínók adtak elsőként lehetőséget arra, hogy bepillantást nyerjünk a Nap belsejében uralkodó fizikai viszonyokba. A közvetlen optikai megfigyelések ezt nem teszik lehetővé; a Nap magjában keletkező fotonoknak a magas nyomás és hőmérséklet következtében ugyanis közel 1 millió évre van szükségük, hogy a sokszoros Compton-szóráson keresztül elérjék a fotoszférát. A neutrínók ezzel szemben közel fénysebességgel hagyják el a magbeli keletkezésük helyét.
- Csillagok. A Proxima Centauri 8 nagyságrenddel távolabb esik, mint a Nap, tehát a neutrínóintenzitása tizenhat nagyságrenddel gyengébb. Nyilvánvaló tehát, hogy egyetlen csillag neutrínófénye egyelőre regisztrálhatatlan.
- Asztrofizika. A szupernóvák előrejelzése, illetve tanulmányozása mellett a neutrínók detektálása lehetővé teszi a kémiai elemek kialakulására felállított modellek (nukleoszintézis) kísérleti ellenőrzését.
- Kozmológia. A sötét anyag problémájára megoldást adhatnak a neutrínók.
- Galaktikus csillagászat. A neutrínók információt adnak a Tejútrendszer központi régiójáról.
- Részecskefizika. A neutrínók tulajdonságainak vizsgálatára nagy intenzitással és irányítható energiával rendelkező gyorsítós neutrínókat állítanak elő.
- Radiokémia. A radiokémiai neutrínódetektorok alkalmazása e tudományág fejlődését is elősegíti.

## A neutrínók detektálása
A különböző származású neutrínóknál eltérő detektálási módszereket alkalmaznak. A részecskegyorsítók és reaktorok között alig van ebben a vonatkozásban eltérés; körülbelül hasonló felépítésűek, bár a jelentősen eltérő energiákat figyelembe kell venni (a reaktorokban általában kisenergiájú neutrínók keletkeznek). Például a kozmikus sugárzással érkező neutrínók (energiájuk széles skálát fog be) detektálása másképp történik, mint a kisenergiájú napneutrínóké. Itt az alapnehézségen kívül, miszerint a neutrínók hatáskeresztmetszete igen kicsi, még hozzájárul az is, hogy az Univerzumból származó neutrínók intenzitása igen alacsony, ezért a háttér nagyon súlyosan esik latba. Ilyen esetekben a detektorokat több kilométerre a földfelszín alá, bányákba vagy tavak, tengerek mélyére telepítik, ahol a detektor feletti föld-, illetve vízréteg kiszűri a kozmikus sugárzás zavaró hatásait. Viszont a neutrínóknak mindez nem jelent akadályt, könnyen bejutnak a detektorba.

### A detektorok típusai
A neutrínódetektorok alapvetően két típusba sorolhatók: szcintillációs és Cserenkov-detektorok. A Cserenkov-detektorok működési elve a neutrínók detektoranyagban kiváltott Cserenkov-sugárzásának detektálásán alapszik. Cserenkov-sugárzás akkor lép fel, ha egy töltött részecske mozgása egy átlátszó közegben (például: víz, benzol, plexi- vagy teflonüveg stb.) gyorsabb a fény fázissebességénél. (Csak a vákuumbeli fénysebességet nem lehet túllépni!). A fény fázissebessége c/n-nel egyenlő, ahol c a fénysebesség vákuumban, n pedig az átlátszó anyag fénytörésmutatója. Mivel a neutrínók közel fénysebességgel haladnak, így a töltött részecskék 1-nél nagyobb törésmutatójú közegben Cserenkov-sugárzást bocsátanak ki.
A Cserenkov-sugárzás magyarázata az ún. Cserenkov-effektus. (Ez csak abban az esetben megy végbe, ha az anyag nem vezet, Cserenkov-sugárzás ezért csak dielektrikumokban fordul elő.) Ha a töltött részecske egy közegben gyorsan mozog, akkor a részecske előtt a polarizáció nem jött létre, mivel az elektromos kölcsönhatások fénysebességgel terjednek. A részecske helyén eredő dipólmomentum keletkezik. Ez a gyorsan keletkező és megszűnő dipólmomentum okozza az elektromágneses sugárzást. A Cserenkov-sugárzás főként a látható kék tartományban lép fel, mert a törésmutató csak ezekre a hullámhosszokra nagyobb 1-nél.
Az effektus során a létrejött Cserenkov-gyűrű különbözik elektronok és müonok esetében, így a detektált neutrínó típusát 98%-os valószínűséggel meg lehet állapítani.

### A detektálás módszerei
Direkt mérés: a különböző termonukleáris reakciókban keletkezett neutrínók egyidejű mérése. Ez a módszer lehetővé teszi a relatív neutrínófluxusok meghatározását is. Fontos szerepe van a napneutrínók detektálásánál, a fúzió alláncainak százalékos bekövetkezési valószínűségében. Ilyen direkt méréseket végez a Super-Kamiokande és a Sudbury Neutrínó Obszervatórium.
Radiokémiai mérés: a neutrínók detektoranyaggal kiváltott inverz béta-bomlásán alapuló módszer. Ennek során mérik a bekövetkezett reakciók – „neutrínóesemények” – számát. Ezek a kísérletek valamennyi neutrínótípusra érzékenyek, ha azok energiája nagyobb a béta bomlásban reagáló ill. keletkezett atommagok tömegének különbségével. Hátrányuk, hogy nem tudnak különbséget tenni a különböző neutrínóforrások között.

### A detektálást elősegítő kölcsönhatások
- Kölcsönhatás töltött gyenge áram (CC) segítségével. A folyamat általánosan az atommagban lejátszódó {\displaystyle {\nu }_{e}+{X}^{Z}\rightarrow {Y}^{Z+1}+\mathrm {e} ^{-}}   (E0 = ΔM = Y* – X) reakcióval jellemezhető. Ennek során egy W+-bozon átadására kerül sor, és az atommag egyik neutronja protonná alakul. E reakcióban kizárólag elektronneutrínó vehet részt.
- Kölcsönhatás semleges gyenge áram (NC) közvetítésével. Ez a folyamat egy Z0 bozon közvetítésével történik.
- A neutrínó rugalmas szóródása (ES).
  - Elektronon:   {\displaystyle {\nu }_{e}+\mathrm {e} ^{-}\rightarrow \mathrm {e} ^{-}+{\nu }_{e}}   E reakció segítségével meghatározható a forrásból érkező neutrínó beesési szöge.
  - Atommagon:   {\displaystyle {\nu }_{e}+{A}\rightarrow {A}+{\nu }_{e}}
  - Protonon:   {\displaystyle {\nu }_{e}+{p}^{+}\rightarrow {p}^{+}+{\nu }_{e}}
- Béta-bomlás
  - Inverz béta-bomlás: {\displaystyle {\bar {\nu }}_{e}+\mathrm {p} ^{+}\rightarrow \mathrm {e} ^{+}+\mathrm {n} ^{o}}
  - Kettős béta-bomlás. Kettős béta-bomlás azoknál a magoknál valósulhat meg, amelyeknek más bomlási módja (átmenete) tiltott: 48Ca, 76Ge, 82Se, 96Zr, 100Md, 116Cd, 134Xe, 136Xe, 128Te, 130Te, 150Nd és 160Gd. A kettős béta bomlás neutrínók keletkezésével (1) és anélkül (2) is végbemehet:

(1)   {\displaystyle \mathrm {2} {n}^{o}\rightarrow \mathrm {2} {p}^{+}+\mathrm {2} {e}^{-}+2{\nu }_{e}}
(2)   {\displaystyle \mathrm {2} {n}^{o}\rightarrow \mathrm {2} {p}^{+}+\mathrm {2} {e}^{-}}

### A neutrínódetektorok céltárgya (target)
A radiokémiai kísérleteknél alkalmazható targetizotópokra először John N. Bahcall tett javaslatot. Eszerint a kiindulási izotóp – neutrínó által okozott átmenettel – a leányelem gerjesztett állapotába jut, míg az alapállapot elektron-befogásos inverz bomlása tiltott. Magasabb rendben tiltott elektronbefogással bomló instabil leányelemek keletkeznek az olyan stabil elemekből ill. izotópokból, mint a 41K, 81Br, 97Mo, 98Mo, 205Tl. Fontos még, hogy a neutrínók által keltett instabil leányelem hosszú életű legyen, mert ezek számából következtetnek vissza a detektált neutrínómennyiségre.
A leggyakrabban alkalmazott targetek közé tartozik még a 4He, H2O, D2O, GaCl3, C2Cl4, NaI, 100Mo, 176Yb, 7Li, 127I.

## Érdekességek
- Egy fényév vastagságú ólomfalon a neutrínók kb. fele haladna át.
- Egy neutrínó át tudja szelni az egész földgömböt anélkül, hogy kölcsönhatna a Földet alkotó atomok bármelyikével.
- Testünk felületének minden egyes négyzetcentiméterén 60 milliárd neutrínó halad át másodpercenként.[13]
- A GALLEX neutrínókísérletben alkalmazott gallium mennyisége kb. 30 tonna, ami meghaladja a világ évi galliumtermelését.
- A különböző közegeknek eltérő a kozmikus sugárzás ellen nyújtott árnyékoló képessége. A földfelszín alatt 2073 m-rel épült SNO detektor 6010 m vastag vízréteggel egyenértékű védelmet nyújt a háttérzaj kiküszöbölésére.

Az 1987A szupernóva optikai észlelése 1987. február 24-én történt, a neutrínók detektálása pedig még ezt megelőzően, 1987. február 23-án 07:35 UTC időpontban. A szupernóvából érkező fotonok és neutrínók detektálása a következő értékelést adta:
- az antineutrínók által emittált energia: (3 – 6)·1045 J
- az összes neutrínó által emittált energia: (2 ± 1)·1046 J
- kinetikus energia: (1,4 ± 0,1)·1044 J
- a csillag tömege 15 és 18 naptömeg közötti volt
- a neutrínózápor időtartama: 13 másodperc
- a kollapszus során keletkezett neutrínók száma kb. 1057.

A felszabadult neutrínók közül mindössze 18 lépett kölcsönhatásba a detektorok anyagával. A befogott 18 neutrínó azonban már elegendő volt ahhoz, hogy a mag összeomlásáról alkotott alapvető ismereteink helyességét igazolja.

## A neutrínókutatás jövője
Megoldásra váró tudományos problémák:
- Nem tudjuk, hogy a napneutrínó-fluxus időszakos növekedése kapcsolatban áll-e a napflerekkel. A napflerek alkalmával történő rövid idejű neutrínófelvillanások ugyanis növelik a Földet érő kozmikus sugárzás intenzitását. (Természetesen itt nem jelent akadályt a neutrínófelvillanás érzékelése, ha a fler a Nap túlsó oldalán keletkezik.) Ennek ellenőrzésére az elektronikus detektálási módszerek a legalkalmasabbak, mivel ezek megadják a neutrínó észlelésének pontos idejét.
- A neutrínók rendelkeznek tömeggel, amit az első oszcillációt megfigyelt kísérlet igazolt. Ez azonban ellentmondásban van azzal, hogy a részecskefizikai standard modell a neutrínóknak 0 tömeget jósol. Nem értjük az ellentmondás okát.
- A Napban lejátszódó termonukleáris reakciók hatáskeresztmetszetének pontosítása a relatív neutrínófluxusok számításából.
- Kísérleti kihívást jelent minél érzékenyebb targetizotópot találni az alacsonyenergiás napneutrínók detektálásához. A legérzékenyebb detektorok energiaküszöbe 233 keV, ennél kisebb energiájú neutrínókat jelenleg nem tudunk detektálni.

Jövőbeli kísérletek: CLEAN, HELLAZ, HERON, LENA, MEMPHYS, YBEX.

### Magyar nyelvű honlapok
- A neutrínó
- A neutrínók mérése és tulajdonságaik (Horváth Zalán)
- A napneutrínók rejtélye (ELTE)
- Nobel-díj 2002
- Dávid Gyula: A láthatatlan energiatolvaj - avagy neutrinók és szupernóvák, előadás a Polaris csillagvizsgálóban. Lejátszás, Vetítés.

### Külföldi honlapok
- Ray Davis kutatásai a Brookhaveni Nemzeti Laboratóriumban Archiválva 2015. február 28-i dátummal a Wayback Machine-ben (angol)
- John Bahcall neutrínófizikus honlapja (angol)
- Neutrínócsillagászati portál (angol)
- Látványos hamisszínes képek a Super-Kamiokande detektorban megfigyelt neutrínóeseményekről (angol)
- A Physicsweb neutrínókkal kapcsolatos linkgyűjteménye (angol)

### Könyvek
- Simon Mitton: A nappali csillag (Gondolat, 1986)
- Barcza Szabolcs: A csillagok élete (Gondolat, 1979)
- Bernhard Bröcker: SH atlasz Atomfizika (Springer Hungarica Kiadó, 1995)
- Marx György: Atommag-közelben (Mozaik Kiadó, 1996, ISBN 9636970270)

### Ismeretterjesztő cikkek
- Bődy Zoltán: A neutrínó újabb meglepetései. Természet Világa 1993. (124. évf.), 5. sz., 200–204. o.
- Bődy Zoltán: Bizonyíték a neutrínóoszcilláció mellett. Természet Világa 1997. (128. évf.), 11. sz., 516. o.
- Bődy Zoltán: Különböző detektorok. Természet Világa 2000. (131. évf.), 10. sz., 472. o.
- Dóczi Rita: A neutrínó visszalökő hatásának észlelése a 6He béta-bomlásában – 50 évvel ezelőtt Fizikai Szemle, 2005. (55. évf.) 10. sz.
- Donald H. Perkins: A nukleon szerkezetének letapogatása neutrínókkal. Fizikai Szemle 2001/9
- Fésüs Éva: Új ablakok a világegyetemre: neutrínócsillagászat. Élet és Tudomány 2002. 49. sz.
- Fodor L. István: A „megfoghatatlan” részecskék – a neutrínók. Természet Világa
- Forgácsné Dajka Emese: Szupernóvák és neutrínók Fizikai Szemle, 1999. február 49-56. o.
- Forgácsné Dajka Emese: A Nap és a neutrínók Fizikai Szemle, 2000. április 124-134. o.
- Grandpierre Attila: Honnan ered a Nap melege? Élet és Tudomány 2000. június 16.
- Grenács László: A müon-neutrínó csavarodása: egy közös kísérlet története személyes emlékekkel, Fizikai Szemle, 2002. (52. évf.) 1. sz. 23-28. o.
- G. T. Zatsepin: A nap-neutrínók problémája. Scientific American (magyar kiadás)
- John N. Bahcall: Neutrínók a Napból. Scientific American 1990/7 (magyar kiadás)
- Kiss Dezső, Tóth Gábor: A Bajkál neutrínókísérlet, Fizikai Szemle, 1998. 6. sz.
- Kiss Dezső: „Bizarr” részecskék: a neutrínók. Élet és Tudomány 2000. 34. sz. 1063–1069. o.
- Luciano Maiani: Hideg sötét anyag és nehéz neutrínók az univerzumban. Fizikai Szemle
- Manno István: A napneutrínók. Természet Világa 1996. (127. évf.), 4. sz., 162–166. o.
- Manno István: „Csendes fizika”. Természet Világa 1996. (127. évf.) 10. sz. 441–444. o.
- Manno István: A Borexino–kísérlet. Természet Világa 1997. (128. évf.), 2. sz.
- Manno István: Megoldották a napneutrínók problémáját. Természet Világa 2001. (132. évf.), 9. sz. 406–408. o.
- Manno István: Fizikai Nobel-díj neutrínó- és röntgencsillagászatért, Természet világa: természettudományi közlöny, ISSN 0040-3717

2003. (134. évf.) 1. sz. 16-17. o.
- Marx György: A századforduló világsztárjai: a neutrínók. Fizikai Szemle 2002. (52. évf.), 7. sz.
- Marx György: A neutrínó Nobel-díja. Természet Világa 1996. (127. évf.), 3. sz., 98–101. o.
- Marx György: A napneutrínók rejtélye. Természet Világa
- Marx György: Neutrínócsillagászat. Scientific American (magyar kiadás)
- Mészáros Péter: A nagyenergiájú neutrínók és a kozmikus sugárzás fizikája és asztronómiája. Fizikai Szemle 2005. (55. évf.), 9. sz., 302–305. o.
- Patkós András: Nobel-díj 1999 – elméleti részecskefizikáért. Természet Világa 2000. (131. évf.), 3. sz., 101–105. o.
- Patkós András: A neutrínó befejezetlen története, Természet világa : természettudományi közlöny, 1999. (130.) 3. sz. 102-107. old.
- Patkós András: Vadászat puha neutrínókra. Természet Világa, 134. évf. 11. sz.
- Pietschmann Herbert: A neutrínó – múlt, jelen, jövő, Fizikai Szemle, 2006. január 2-6. o.
- Pietschmann Herbert: Neutrínófizika és a Win-műhelyek. Fizikai Szemle 2002. (52. évf.), 5. sz., 167–168. o.
- Resvanis, L. K.: A nagyenergiájú neutrínó-asztronómia születése, Fizikai szemle, 1995. (45. évf.) 10. sz. 332-341. old.
- Rudolf L. Mössbauer: Neutrínófizika. Scientific American (magyar kiadás)
- Sailer Kornél: 17 keV tömegű neutrínó? Fizikai Szemle, 1992. (42. évf.) 11. sz. 441-443. o.
- Sir Arnold Wolfendale: Kozmikus sugárzás. Fizikai Szemle 1999/1
- Solt György: Mire jók a müonok? Természet Világa 134. évf. 11. sz.